# Gilbert Moses
Gilbert Moses III (Cleveland, 20 agosto 1942 – New York, 15 aprile 1995) è stato un regista statunitense.

## Biografia

### Carriera
Nato a Cleveland, in Ohio, Moses è stato il cofondatore della Free Southern Theater company, importante compagnia pioniera del teatro afroamericano.  Il suo debutto a Broadway nel 1971 con Ain't Supposed to Die a Natural Death gli fece ottenere una nomination al Tony Award ed il Drama Desk Award per il regista più promettente. Nel 1976, insieme a George Faison, diresse la coreografia del musical 1600 Pennsylvania Avenue, che chiuse dopo sette rappresentazioni.
I suoi lavori come regista al di fuori di Broadway gli fruttarono un Obie Award per Slave Ship di Amiri Baraka (1969) e il New York Drama Critics' Circle Award per The Taking of Miss Janie (1975). Tra i suoi lavori per la televisione, si trovano Benson, The Paper Chase, Law & Order, alcuni episodi della serie Radici, e vari telefilm. I suoi unici film sono stati Willie Dynamite (1974) e Basket Music (1979).

### Morte
Morì di mieloma multiplo a New York.

## Vita privata
Moses si sposò due volte, con le attrici Denise Nicholas e Dee Dee Bridgewater, ed ebbe due figlie, Tsia e China.